# Ropczyce
Ropczyce là một thị trấn thuộc huyện Ropczycko-sędziszowski, tỉnh Podkarpackie ở đông-nam Ba Lan. Thị trấn có diện tích 47 km². Đến ngày 1 tháng 1 năm 2011, dân số của thị trấn là 15369 người và mật độ 326 người/km².